# Jean-Joseph Ange d'Hautpoul
Jean-Joseph Ange d'Hautpoul (Cahuzac-sur-Vère, 13 de Maio de 1754 – Bagrationovsk, 14 de Fevereiro de 1807) foi um General de divisão francês que participou nas Guerras Napoleónicas. Descendia de uma família nobre francesa cuja tradição militar perdurou por vários séculos.
Durante o período das guerras revolucionárias, o governo tentou tirar-lhe o comando, sem efeito, no entanto, pois os seus soldados não permitiram. De grande porte e voz alta, comandava sempre na vanguarda das suas tropas. O facto de não ter conseguido manobrar as suas tropas na Batalha de Stockach, fê-lo ser presente a um tribunal de guerra, e a ser exonerado. Assim, foi prestar serviço na campanha Suiça de 1799, na segunda Batalha de Stockach, na Batalha de Biberach e, mais tarde, na Batalha de Hohenlinden. Serviu sob o comando de Michel Ney e Joachim Murat. Foi morto durante um ataque efectuado com a cavalaria de Murat na Batalha de Eylau, em 1807.